# Vòng loại Giải vô địch bóng đá thế giới 1994 – Khu vực châu Đại Dương
Dưới đây là kết quả các trận đấu của vòng loại giải vô địch bóng đá thế giới 1994 khu vực châu Đại Dương (OFC). Để xem tổng quan về các vòng loại, hãy tham khảo bài viết Vòng loại Giải vô địch bóng đá thế giới 1994.
Có tổng cộng 7 đội tham dự vòng loại. Tuy nhiên, Tây Samoa rút lui. Khu vực châu Đại Dương được phân bổ 0.25 suất (trong tổng số 24) ở vòng chung kết.

## Thể thức thi đấu
Vòng loại bao gồm 2 vòng:
- Vòng 1: 6 đội được chia thành 2 bảng, mỗi bảng 3 đội. Các đội thi đấu theo thể thức sân nhà - sân khách. Đội đứng đầu mỗi bảng lọt vào vòng cuối.
- Vòng cuối: 2 đội thi đấu theo thể thức sân nhà - sân khách. Đội thắng vào trận play-off liên lục địa CONCACAF–OFC.

## Vòng 1

### Bảng A
| VT | Đội              | ST | T | H | B | BT | BB | HS  | Đ |  |     |     |     |
| -- | ---------------- | -- | - | - | - | -- | -- | --- | - |  | --- | --- | --- |
| 1  | Úc               | 4  | 4 | 0 | 0 | 13 | 2  | +11 | 8 |  | —   | 2–0 | 6–1 |
| 2  | Tahiti           | 4  | 1 | 1 | 2 | 5  | 8  | −3  | 3 |  | 0–3 | —   | 4–2 |
| 3  | Quần đảo Solomon | 4  | 0 | 1 | 3 | 5  | 13 | −8  | 1 |  | 1–2 | 1–1 | —   |

| Quần đảo Solomon  | 1–1 | Tahiti          |
| ----------------- | --- | --------------- |
| Duddley Hatei 61' |     | Eric Etaeta 76' |

| Quần đảo Solomon | 1–2 | Úc                                |
| ---------------- | --- | --------------------------------- |
| Hollies Vato 83' |     | Carl Veart 8' · Tom McCulloch 86' |

| Tahiti | 0–3 | Úc                                              |
| ------ | --- | ----------------------------------------------- |
|        |     | Damian Mori 2' · Carl Veart 44' · Paul Wade 57' |

| Úc                                    | 2–0 | Tahiti |
| ------------------------------------- | --- | ------ |
| Carl Veart 11' · Mehmet Durakovic 62' |     |        |

| Úc | 6–1 | Quần đảo Solomon  |
| --- | --- | ----------------- |
| Aytec Genc 4' · Ian Gray 60' · Paul Wade 67' · Carl Veart 83' · Greg Brown 85' · Mehmet Durakovic 88' |     | Charles Ashley 6' |

| Tahiti                                                                         | 4–2 | Quần đảo Solomon                   |
| ------------------------------------------------------------------------------ | --- | ---------------------------------- |
| Reynald Temarii 8' (ph.đ.) · Jean-Loup Rousseau 18' · Maheanum Gatien 43', 88' |     | Hollies Vato 60' · Batram Suri 90' |

Úc vào vòng cuối.

### Bảng B
| VT | Đội         | ST | T | H | B | BT | BB | HS  | Đ |  |     |     |     |
| -- | ----------- | -- | - | - | - | -- | -- | --- | - |  | --- | --- | --- |
| 1  | New Zealand | 4  | 3 | 1 | 0 | 15 | 1  | +14 | 7 |  | —   | 3–0 | 8–0 |
| 2  | Fiji        | 4  | 2 | 1 | 1 | 6  | 3  | +3  | 5 |  | 0–0 | —   | 3–0 |
| 3  | Vanuatu     | 4  | 0 | 0 | 4 | 1  | 18 | −17 | 0 |  | 1–4 | 0–3 | —   |

| New Zealand                               | 3–0 | Fiji |
| ----------------------------------------- | --- | ---- |
| Billy Wright 15' 50' · Danny Halligan 42' |     |      |

| Vanuatu          | 1–4 | New Zealand                                                           |
| ---------------- | --- | --------------------------------------------------------------------- |
| Charles Vatú 26' |     | Darren McClennan 2' 3' · Rodger Gray 74' · Danny Halligan 82' (ph.đ.) |

| New Zealand                                                                                      | 8–0 | Vanuatu |
| ------------------------------------------------------------------------------------------------ | --- | ------- |
| Tony Laus 30' 32' 69' · Michael McGarry 33' 71' · Robert Ironside 64' · Darren McClennan 67' 72' |     |         |

| Fiji                             | 3–0 | Vanuatu |
| -------------------------------- | --- | ------- |
| Bakalevu Moceimereke 65' 69' 75' |     |         |

| Fiji | 0–0 | New Zealand |
| ---- | --- | ----------- |
|      |     |             |

| Vanuatu | 0–3 | Fiji                                           |
| ------- | --- | ---------------------------------------------- |
|         |     | Kaliova Bulinaceva 15' · Radike Nawasu 33' 77' |

New Zealand vào vòng cuối.

## Vòng 2
| Đội 1       | TTS | Đội 2 | Lượt đi | Lượt về |
| ----------- | --- | ----- | ------- | ------- |
| New Zealand | 0–4 | Úc    | 0–1     | 0–3     |

## Vòng play-off liên lục địa

### Trận play-off 1
Đội thắng của OFC sẽ đấu với đội nhì bảng của CONCACAF theo thể thức sân nhà - sân khách. Đội thắng lọt vào vòng play-off 2.
| Đội 1  | TTS         | Đội 2 | Lượt đi | Lượt về      |
| ------ | ----------- | ----- | ------- | ------------ |
| Canada | 3–3 (1–4 p) | Úc    | 2–1     | 1–2 (s.h.p.) |

### Trận play-off 2
Đội thắng của trận play-off 1 sẽ đấu với đội nhì bảng 1 của CONMEBOL theo thể thức sân nhà - sân khách. Đội thắng vượt qua vòng loại World Cup 1994.
| Đội 1 | TTS | Đội 2     | Lượt đi | Lượt về |
| ----- | --- | --------- | ------- | ------- |
| Úc    | 1–2 | Argentina | 1–1     | 0–1     |

## Cầu thủ ghi bàn hàng đầu
5 bàn
| - Carl Veart |

4 bàn
| - Darren McClennan |

3 bàn
| - Mehmet Duraković | - Bakalevu Moceimereke | - Tony Laus |

2 bàn
| - Aurelio Vidmar - Paul Wade - Radike Nawasu | - Danny Halligan - Michael McGarry - Billy Wright | - Hollies Vato - Maheanum Gatien |

1 bàn
| - Graham Arnold - Greg Brown - Frank Farina - Aytec Genç - Ian Gray - Tom McCulloch | - Damian Mori - Ned Zelić - Kaliova Bulinaceva - Rodger Gray - Robert Ironside - Charles Ashley | - Duddley Hatei - Batram Suri - Eric Etaeta - Jean-Luc Rousseau - Reynald Temarii - Charles Vatú |

1 bàn phản lưới nhà
| - Alex Tobin (trong trận gặp Argentina) |